# إيفا نيل
إيفا نيل (25 يونيو 1909 - 15 أغسطس 1990)، ولدت إيفا كوميلو، ممثلة سينمائية برازيلية مصرية المولد.

## وقت مبكر من الحياة
ولدت إيفا كوميلو في القاهرة عام 1909، وهي ابنة إيدا تونيتي وبييترو كوميلو، وكلاهما ولدا في إيطاليا. كان والدها مصورًا فوتوغرافيًا أصبح صانع أفلام في البرازيل  بعد أن هاجرا في طفولة إيفا.

## مسار مهني مسار وظيفي
تعرف ايقا بأسم ايفا نيل، اسمها الذي اختارته، يشير إلى ولادتها المصرية على نهر النيل. تضمنت الأفلام الصامتة التي ظهرت فيها إيفا نيل فالادياو، أو كراتيرا (1925، "فالادياو، ذا كريتر"، وهو فيلم قصير من تأليف كوميلو وشريكه في صناعة الأفلام هامبرتو ماورو )، ونا بريميرا دا فيدا (1925، "ربيع الحياة"، أيضًا لماورو)  سنهوريتا أغورا ميسمو (1928، "ملكة جمال الآن" مع كوميلو كمصور سينمائي ومنتج ومخرج وممثل)، وبارو هيومانو (1929، للمخرج أديمار غونزاغا ). كانت من بين الميلندروسا، الممثلات الشابات الحديثات في السينما البرازيلية في عشرينيات القرن الماضي. لم ينج أي من ظهورها في الفيلم، على الرغم من وجود بعض اللقطات الموجودة.
في عام 1978، عُرضت لقطات أرشيفية لنيل في فيلم وثائقي عن المرأة في الفيلم، مولهيريس دي سينما.

## الحياة الشخصية
توفيت إيفا نيل في عام 1990، عن عمر يناهز 81 عامًا، في كاتاجواسيس، ميناس جيرايس، حيث عاشت لسنوات عديدة بعد تقاعدها من العمل السينمائي.